# Catasetum villegasii
Catasetum villegasii är en orkidéart som beskrevs av George Francis, Jr. Carr. Catasetum villegasii ingår i släktet Catasetum och familjen orkidéer.
Artens utbredningsområde är Colombia. Inga underarter finns listade i Catalogue of Life.